# Itame spodiaria
Itame spodiaria är en fjärilsart som beskrevs av Lefèbvre 1831. Itame spodiaria ingår i släktet Itame och familjen mätare. Inga underarter finns listade i Catalogue of Life.